# Крилов Микита Андрійович
Мики́та Андрі́йович Крило́в (нар. 7 березня 1992 (33 роки) , Хрустальний ) — спортсмен, каратист та боєць змішаного стилю. Чемпіон Європи з карате стилю кіокушинкай серед юніорів (2008). Живе й тренується в Москві, Росія.

## Життєпис

### Звання
- Майстер спорту з карате[2][4];
- Майстер спорту з рукопашного бою[2][4].

### Освіта
- СНУ ім. В. Даля, юридичний факультет[2].

## Кар'єра
2012 року почав професійну кар'єру у змішаних єдиноборствах. 2013 року, маючи рекорд 15-2-0 (10 підкорень, 5 нокаутів), підписав угоду із Абсолютним бійцівським чемпіонатом (англ. UFC), ставши першим українським бійцем в історії цієї ліги.
Крилова підписали в UFC як непереможеного бійця, але де-факто він був переможений — у статистику бійця у базі «Sherdog» з невідомих причин не були занесені поразки Крилова українському важковаговику Володимиру Міщенку на турнірах серії «Оплот» у 2012 та 2013 роках. Обидва бої Крилов програв у першому раунді, і обидва — трикутним задушенням руками.
У дебютному бою в UFC Крилову протистояв досвідчений ветеран Соа Пелелей. Використовуючи перевагу у боротьбі, австралієць перевів бій у партер, де швидко виснажив Крилова, і примусив вести бій у захисті. У третьому раунді рефері зупинив бій після тривалої серії ударів з боку Пелелея, на які Крилов вже не відповідав.
На наступний бій, проти американця Волтера Харріса, Крилов вийшов з легшою вагою, сильно поступаючись супернику у габаритах. Розпочавши швидку комбінаційну атаку ударами, Крилов відправив Харріса у нокдаун різким правим круговим, після чого добив бійця руками на покритті клітки. Бій тривав 25 секунд.
Після перемоги Крилов сказав журналістам, що він розглядає переходження в напівважку вагу для свого наступного бою.
Крилов замінив Тіаго Сілву після його звільнення і зіткнувся з Овінсем Сен Прю в бою у напівважкій вазі в UFC 171, 15 березня 2014. Він знепритомнів при спробі зробити гільйотину в першому раунді.
Крилов зіткнувся з Коді Донованом 19 липня 2014 на UFC Fight Night 46. Він виграв бій технічним нокаутом у першому раунді.
На UFC on Fox 14, 24 січня 2015 року Крилов зійшовся в октогоні з болгарином Станіславом Недковим. Бій закінчився у першому раунді перемогою Микити Крилова після проведення гільйотини.

## Статистика в змішаних бойових мистецтвах
| Результат | Рекорд | Противник            | Спосіб                                         | Раунд | Час  | Дата             | Місце                                 | Подія                                 | Примітки                  |
| --------- | ------ | -------------------- | ---------------------------------------------- | ----- | ---- | ---------------- | ------------------------------------- | ------------------------------------- | ------------------------- |
| Поразка   | 30-7   | Гловер Тейшейра      | Роздільне рішення                              | 3     | 5:00 | 14 вересня 2019  | Ванкувер, Британська Колумбія, Канада |                                       |                           |
| Перемога  | 19-4   |                      | Підкорення                                     | 1     | 2:29 | 23 серпня 2015   |                                       |                                       |                           |
| Перемога  | 18–4   | Станіслав Недков     | Підкорення (гільйотина)                        | 1     | 1:24 | 24 січня 2015    | Стокгольм, Швеція                     | «UFC on Fox 14»                       |                           |
| Перемога  | 17–4   | Коді Донован         | Технічне підкорення (удари)                    | 1     | 4:57 | 19 липня 2014    | Дублін, Ірландія                      | «UFC Fight Night 46»                  |                           |
| Поразка   | 16–4   | Овінс Сенкт Преукс   | Технічне підкорення (Von Flue choke)           | 1     | 1:29 | 15 березня 2014  | Даллас, США                           | «UFC 171»                             | Дебют у напівважкій вазі. |
| Перемога  | 16–3   | Волтер Харріс        | Технічний нокаут (удар ногою і удари кулаками) | 1     | 0:25 | 25 січня 2014    | Чикаго, США                           | «UFC on Fox 10»                       |                           |
| Поразка   | 15–3   | Соа Пелелей          | Технічний нокаут (удари кулаками)              | 3     | 1:34 | 31 серпня 2013   | Мілвокі, США                          | «UFC 164»                             |                           |
| Перемога  | 15–2   | Габріель Тампу       | Технічний нокаут (удари кулаками)              | 1     | 4:27 | 9 квітня 2013    | Санкт-Петербург, Росія                | «M-1 Challenge 38»                    |                           |
| Поразка   | 14–2   | Володимир Міщенко    | Підкорення (задушення руками)                  | 1     | 0:58 | 8 березня 2013   | Харків, Україна                       | «Oplot Challenge 40»                  |                           |
| Перемога  | 14–1   | Кілічбек Саркарбоєв  | Технічний нокаут (удари кулаками)              | 1     | 0:49 | 19 січня 2013    | Донецьк, Україна                      | «GFC 2»                               |                           |
| Перемога  | 13–1   | Юліан Богданов       | Нокаут (удар кулаком)                          | 1     | 1:17 | 19 січня 2013    | Донецьк, Україна                      | «GFC 2»                               |                           |
| Поразка   | 12–1   | Володимир Міщенко    | Підкорення (задушення руками)                  | 1     | 1:47 | 29 грудня 2012   | Харків, Україна                       | «Oplot Challenge 22»                  |                           |
| Перемога  | 12–0   | Денис Сімкін         | Підкорення (больовий прийом на руку)           | 1     | 0:35 | 22 грудня 2012   | Донецьк, Україна                      | «GFC 1»                               |                           |
| Перемога  | 11–0   | Валерій Щербаков     | Підкорення (больовий прийом на ногу)           | 1     | 1:38 | 9 листопада 2012 | Харків, Україна                       | «Честь воїна. Кубок Ігоря Вовчанчина» |                           |
| Перемога  | 10–0   | Володимир Герасимчук | Підкорення (больовий прийом на руку)           | 1     | 1:35 | 20 жовтня 2012   | Харків, Україна                       | «Oplot Challenge 7»                   |                           |
| Перемога  | 9–0    | Ігор Кукурудзяк      | Підкорення (больовий прийом на руку)           | 1     | 2:47 | 13 жовтня 2012   | Коломия, Україна                      | «ProFC. Кубок Коломиї»                |                           |
| Перемога  | 8–0    | Віктор Смірнов       | Технічний нокаут (рішення лікаря)              | 1     | 0:12 | 2 жовтня 2012    | Львів, Україна                        | «RFP. Кубок лева»                     |                           |
| Перемога  | 7–0    | Анатолій Діденко     | Підкорення (больовий прийом на ногу)           | 1     | 0:29 | 15 вересня 2012  | Харків, Україна                       | «Oplot Challenge 4»                   |                           |
| Перемога  | 6–0    | Олексій Степанов     | Підкорення (задушення руками)                  | 1     | 0:12 | 14 вересня 2012  | Донецьк, Україна                      | «ProFC. Кубок Східної України»        |                           |
| Перемога  | 5–0    | Святослав Щербаков   | Підкорення (больовий прийом на руку)           | 1     | 1:44 | 26 серпня 2012   | Донецьк, Україна                      | «ProFC. Кубок Західного Донбасу»      |                           |
| Перемога  | 4–0    | Анатолій Діденко     | Підкорення (задушення руками)                  | 1     | 2:08 | 18 серпня 2012   | Черкаси, Україна                      | «ProFC. Кубок Центральної України»    |                           |
| Перемога  | 3–0    | Олексій Артеменко    | Підкорення (задушення руками)                  | 1     | 2:20 | 16 серпня 2012   | Донецьк, Україна                      | «Big Boys Fights»                     |                           |
| Перемога  | 2–0    | Денис Богданів       | Підкорення (задушення руками)                  | 1     | 1:31 | 10 серпня 2012   | Трускавець, Україна                   | «ProFC. Кубок Західної України»       |                           |
| Перемога  | 1–0    | Олександр Умріхін    | Технічний нокаут (удари кулаками)              | 1     | 0:56 | 27 липня 2012    | Донецьк, Україна                      | «RFP. West Fight 4»                   |                           |

## Критика
2015 року, незважаючи на російську збройну агресію і війну проти України, Крилов носив у Києві спортивну форму з російським прапором.
Крилов, будучи українським громадянином за паспортом, є етнічним росіянином та неодноразово заявляв про лояльне ставлення до терористичних російських угруповань ЛНР та ДНР, жив в Москві щонайменше з 2020 року. В інтерв'ю заявляв, що, якщо ЛНР та ДНР коли-небудь будуть визнані, то він отримав би їхні паспорти. 